# Mastířovice
Mastířovice je malá vesnice, část obce Vrbice v okrese Litoměřice. Nachází se asi 1,5 km na východ od Vrbice. V roce 2009 zde bylo evidováno 13 adres. V roce 2011 zde trvale žilo 28 obyvatel.
Mastířovice je také název katastrálního území o rozloze 2,12 km2.

## Historie
Nejstarší písemná zmínka pochází z roku 1420.

## Pamětihodnosti
- Venkovské domy čp. 4 a 23
- Vodní mlýn čp. 11
- Kaple

## Obyvatelstvo
|                                                                 | 1869 | 1880 | 1890 | 1900 | 1910 | 1921 | 1930 | 1950 | 1961 | 1970 | 1980 | 1991 | 2001 | 2011 |
| --------------------------------------------------------------- | ---- | ---- | ---- | ---- | ---- | ---- | ---- | ---- | ---- | ---- | ---- | ---- | ---- | ---- |
| Obyvatelé                                                       | 115  | 122  | 113  | 105  | 100  | 100  | 104  | 84   | 71   | 67   | 79   | 35   | 44   | 28   |
| Domy                                                            | 21   | 21   | 23   | 22   | 22   | 23   | 22   | 24   | .    | 14   | 14   | 12   | 13   | 13   |
| Počet domů z roku 1961 je zahrnut v domech místní části Vrbice. |      |      |      |      |      |      |      |      |      |      |      |      |      |      |